# Alluvione di Valencia del 1957
L'alluvione di Valencia (in spagnolo Grans riadas des Valencias) è stata una catastrofe naturale avvenuta il 14 ottobre 1957 a Valencia che ha provocato la morte di almeno 81 persone.

## Il disastro
Durante una gota fría durata 3 giorni, sabato 12 ottobre 1957 sulla città e a monte, lungo il fiume Túria, caddero delle forti piogge che poi si attenuarono durante la notte.
La mattina successiva però la pioggia riprese e le città di Chelva, Casinos e Ademuz vennero particolarmente colpite da alcune lievi inondazioni. La pioggia però continuò fino al 14 ottobre, portando il Turia a tracimare e a scaricare fino a 300 milioni di metri cubi di acqua nella città.
Mentre alcune delle strade più antiche del centro storico di Valencia sfuggirono ai danni, i ponti più recenti e le aree a nord del fiume, come Zaidia e Campanar, subirono gravi danni. Nel quartiere di Marxalanes alcune strade finirono sotto 5 metri d'acqua e il quartiere di Natzaret, vicino al porto di Valencia, rimase tagliato fuori dal resto della città.
La città nel suo insieme rimase senza acqua, gas ed elettricità e circa il 75% dell'attività commerciale e industriale venne colpita. Oltre a questi danni si contarono circa 5.800 case distrutte e circa 3.500 famiglie senza casa  oltre ad almeno 81 vittime.

## Risposta
I governi locali di Murcia, Madrid, Barcellona offrirono immediatamente aiuto e l'esercito spagnolo venne schierato a fianco dei servizi di emergenza per aiutare nelle operazioni di pulizia ma i soccorsi esterni furono ostacolati dall'allagamento delle strade principali della città.
L'alluvione si verificò mentre il governo era riunito a Barcellona e il ministro responsabile, Luis Carrero Blanco, interruppe gli incontri per affidare a Vicente Mortes Alfonso l'incarico di trovare un alloggio temporaneo ai senzatetto.
Il 24 ottobre 1957, il dittatore spagnolo Francisco Franco visitò Valencia e promise finanziamenti governativi per la ricostruzione della città e forniture adeguate alle persone colpite.
In seguito al disastro, il 21 dicembre 1961 le Cortes Españolas approvarono all'unanimità il Plan Sur che prevedeva la deviazione del Turia a sud di Valencia, a tre chilometri dal suo corso originale, e, nonostante le obiezioni di Quart de Poblet e Mislata (comuni a ovest di Valencia interessati dal piano), i lavori iniziarono nel 1964 e terminarono nel 1973.